# Thrinchostoma flaviscapus
Thrinchostoma flaviscapus är en biart som beskrevs av Blüthgen 1926. Thrinchostoma flaviscapus ingår i släktet Thrinchostoma och familjen vägbin. Inga underarter finns listade i Catalogue of Life.